# Cové (ort i Benin)
Cové är en ort i Benin.   Den ligger i departementet Zou, i den södra delen av landet, 90 km norr om huvudstaden Porto-Novo. Cové ligger 117 meter över havet och antalet invånare är 38 566.
Terrängen runt Cové är huvudsakligen platt. Cové ligger uppe på en höjd. Det finns inga andra samhällen i närheten.
Omgivningarna runt Cové är en mosaik av jordbruksmark och naturlig växtlighet. Runt Cové är det ganska tätbefolkat, med 90 invånare per kvadratkilometer.